# Julio Manzur
Julio César Manzur (Asunción, 22 januari 1981) is een Paraguayaanse profvoetballer die anno 2006 onder contract staat bij Santos FC.
Manzur is een verdediger en speelde zijn eerste interland op 14 juli 2004 tegen Brazilië. Hij maakte deel uit van de selectie voor het WK voetbal 2006 en speelde in totaal 32 interlands, waarin hij eenmaal tot scoren kwam. Hij nam met het Paraguayaans olympisch voetbalelftal deel aan de Olympische Spelen van 2004 in Athene. Daar won de ploeg onder leiding van bondscoach Carlos Jara de zilveren medaille na een 1-0 nederlaag in de finale tegen Argentinië.
| Logo van de Olympische Spelen | Goud | Zilver | Brons | Logo van de Olympische Spelen |
|                               | 0    | 1      | 0     |                               |